# La Gonfrière
La Gonfrière è un comune francese di 298 abitanti situato nel dipartimento dell'Orne nella regione della Normandia.
Il territorio comunale è bagnato dalle acque del fiume Charentonne.

## Società

### Evoluzione demografica
Abitanti censiti